# Kazuyuki Ōtsuka
Kazuyuki Ōtsuka (japanisch 大塚 和征 Ōtsuka Kazuyuki; * 7. Juli 1982 in der Präfektur Kumamoto) ist ein ehemaliger japanischer Fußballspieler.

## Karriere
Ōtsuka erlernte das Fußballspielen in der Schulmannschaft der Kumamoto Kokufu High School. Seinen ersten Vertrag unterschrieb er 2001 bei den Avispa Fukuoka. Der Verein spielte in der höchsten Liga des Landes, der J1 League. Am Ende der Saison 2001 stieg der Verein in die J2 League ab. 2005 wurde er mit dem Verein Vizemeister der J2 League und stieg wieder in die J1 League auf. Für den Verein absolvierte er 56 Ligaspiele. Im Oktober 2006 wurde er an den V-Varen Nagasaki ausgeliehen. 2007 kehrte er zum Zweitligisten Avispa Fukuoka zurück. 2008 wechselte er zu V-Varen Nagasaki. Ende 2010 beendete er seine Karriere als Fußballspieler.